# Modelización combinatoria
Una modelización matemática se basa en la compresión de fenómenos reales, obteniendo resultados matemáticos.
Dubois (1984) propone cuatro modelizaciones distintas que se encuentran relacionadas entre sí:
- 1ª modelización: selección o muestreo simple de una muestra a partir de k objetos de un total de n objetos distinguibles.
- 2ª modelización: distribución, almacenamiento o colocación de k objetos en n recipientes.
- 3ª modelización: partición en subconjuntos n de un conjunto de objetos k
- 4ª modelización: descomposición de un número natural k en n sumandos enteros no negativos.

## 1ª Modelización
Selección o muestreo simple, de {\displaystyle k} objetos de un total de {\displaystyle n} objetos distinguibles.
En esta modelización hay 4 posibles tipos de selección:

### Muestra ordenada
Si la muestra está ordenada, importa el orden de sus objetos, se hallan con los siguientes casos:
- Sin reemplazamiento:

El número de selecciones que se producen viene dada por la Variación: {\displaystyle V(n,k)}.
- Con reemplazamiento:

La cantidad de selecciones se calculan mediante Variaciones con repetición: {\displaystyle VR(n,k)}.

### Muestra no ordenada
Si la muestra no está ordenada, el orden de sus objetos no es importante, se distinguen estos casos:
- Sin reemplazamiento:

Las posibles selecciones en este caso se obtienen con Combinaciones: {\displaystyle C_{n,k}}.
- Con reemplazamiento:

El número total de selecciones viene dado por Combinaciones con repetición: {\displaystyle CR_{n,k}}.
Hay un caso particular de Variación: {\displaystyle V(n,n)} que se conoce como Permutación: {\displaystyle P{n}}, este caso corresponde al número de muestras ordenadas sin reemplazamiento de n objetos de un conjunto de n objetos distinguibles.
```
Sin reemplazamiento se refiere a que el elemento utilizado ya no puede volverse a usar, mientras con reemplazamiento si.
```

## 2ª Modelización
Distribución, almacenamiento o colocación de k objetos en n recipientes. 
Para dicha modelización hay que diferencia la situación en la que se encuentran los n recipientes para saber el tipo de aplicación a la que corresponde.
- Aplicaciones cualesquiera: recipientes vacíos o con más de un objeto.
- Aplicación inyectiva: todos los recipientes tienen uno o ningún objeto.
- Aplicación sobreyectiva: no hay ningún recipiente vacío y puede tener más de un objeto.
- Aplicación biyectiva: todos los recipientes poseen solo objeto.

### Distribución ordenada
Si la distribución se encuentra ordenada existen 8 tipos de distribuciones, en las que los objetos serán distinguibles. Podemos diferenciar entre recipientes distinguibles e indistinguibles. 
- En los recipientes distinguibles, podemos obtener las siguientes aplicaciones:

- Aplicaciones cualesquiera:

El número de distribuciones viene dado por el producto de Permutación por Combinación con repetición: P(k)CR(n,k).
- Aplicación inyectiva:

El número de distribuciones viene dado por la  Variación: V(n,k)  .
- Aplicación sobreyectiva:

Para averiguar el número de distribuciones se realiza el producto de Permutación por los números de Lah sin signo: P(n)L(k,n).
- Aplicación biyectiva:

El número de distribuciones se calcula por la Permutación: P(n).
- En los recipientes indistinguibles, podemos obtener las siguientes aplicaciones::

- Aplicaciones cualesquiera:

El número de distribuciones viene dado por {\displaystyle A(k,n)} = {\displaystyle \textstyle \sum _{i=1}^{n}\displaystyle L(k,i)}.
- Aplicación inyectiva:

El número de distribuciones es 1.
- Aplicación sobreyectiva:

Para averiguar el número de distribuciones se utiliza los números de Lah sin signo: L(k,n).
- Aplicación biyectiva:

El número de distribuciones es 1.

### Distribución no ordenada
Si la distribución se encuentra ordenada existen 16 tipos de distribuciones, en las que podemos diferenciar entre objetos distinguibles e indistinguibles. 
- En los objetos distinguibles, podemos observar los siguientes recipientes:

- Recipientes distinguibles, podemos obtener las siguientes aplicaciones:

- Aplicaciones cualesquiera:

El número de distribuciones viene dado por la  Variación con repetición: VR(n,k).
- Aplicación inyectiva:

El número de distribuciones viene dado por la  Variación: V(n,k).
- Aplicación sobreyectiva:

El número de distribuciones viene dado por el producto de Permutación por el  número de Stirling de 2.ª especie:P(n)S(k, n).
- Aplicación biyectiva:

El número de distribuciones se calcula por la Permutación: P(n).
- Recipientes indistinguibles, podemos obtener las siguientes aplicaciones:

- Aplicaciones cualesquiera:

{\displaystyle \sum (k,n)}.
- Aplicación inyectiva:

El número de distribuciones es 1.
- Aplicación sobreyectiva:

El número de distribuciones se calcula por el  número de Stirling de 2.ª especie: S(k, n).
- Aplicación biyectiva:

El número de distribuciones es 1.
- En los objetos indistinguibles, podemos observar los siguientes recipientes:

- Recipientes distinguibles, podemos obtener las siguientes aplicaciones:

- Aplicaciones cualesquiera:

El número de distribuciones viene dado por Combinación con repetición: CR(n,k).
- Aplicación inyectiva:

El número de distribuciones viene dado por Combinación : C(n,k).
- Aplicación sobreyectiva:

El número de distribuciones viene dado por Combinación con repetición: CR(n,k-n).
- Aplicación biyectiva:

El número de distribuciones es 1.
- Recipientes indistinguibles, podemos obtener las siguientes aplicaciones:

- Aplicaciones cualesquiera:

Π(k,n).
- Aplicación inyectiva:

El número de distribuciones es 1.
- Aplicación sobreyectiva:

El número de distribuciones viene dado por p(k,n) que satisface la recurrencia.
- Aplicación biyectiva:

El número de distribuciones es 1.

## 3ª Modelización
Partición de un conjunto {\displaystyle S} de {\displaystyle k} elementos en {\displaystyle n} subconjuntos.
En esta modelización se pueden diferenciar distintos tipos de particiones simples:

### Subconjunto no ordenado y elementos distinguibles
Si el subconjunto no está ordenado y sus elementos son distinguibles se aprecian 8 tipos de particiones:
- Particiones ordenadas:
  - Vacío y no unitarios:

Para obtener el número de particiones se hace mediante Variaciones con repetición: {\displaystyle VR(n,k)}.
- Vacío y unitarios:

El total de particiones se obtiene con Variaciones: {\displaystyle V(n,k)}.
- No vacíos:

El cálculo de dichas particiones se consiguen mediante el producto de la Permutación por el Números de Stirling de segunda especie: {\displaystyle P(n)}{\displaystyle S(k,n)}.
- Unitarios:

La cantidad de particiones viene dada por la Permutación: {\displaystyle P{n}}.
- Particiones no ordenadas:
  - Vacío y no unitarios:

{\displaystyle \sum (k,n)}.
- Vacío y unitarios:

El número de posibles particiones es 1.
- No vacíos:

El número de particiones viene dada por el Números de Stirling de segunda especie: {\displaystyle S(k,n)}.
- Unitarios:

El número de posibles particiones es 1.

### Subconjunto no ordenado y elementos indistinguibles
Si el subconjunto no está ordenado y sus elementos no se pueden distinguir, pueden apreciarse 8 tipos:
- Particiones ordenadas:
  - Vacío y no unitarios:

Para calcular las posibles particiones hay que utilizar Combinaciones con repetición: {\displaystyle CR(n,k)}.
- Vacío y unitarios:

El número total de particiones viene dado por Combinaciones: {\displaystyle C_{n,k}}.
- No vacíos:

La cantidad de particiones se calcula mediante Combinaciones con repetición: {\displaystyle CR(n,k-n)}.
- Unitarios:

El número de posibles particiones es 1.
- Particiones no ordenadas:
  - Vacío y no unitarios:

{\displaystyle \prod (k,n)}.
- Vacío y unitarios:

El número de posibles particiones es 1.
- No vacíos:

{\displaystyle p(k,n)}.
```

  

    

      

        
p

        
(

        
k

        
,

        
n

        
)

      

    

    
{\displaystyle p(k,n)}

  

 tiene que satisfacer la recurrencia 

  

    

      

        
p

        
(

        
k

        
,

        
n

        
)

      

    

    
{\displaystyle p(k,n)}

  

 = 

  

    

      

        
p

        
(

        
k

        
−

        
1

        
,

        
n

        
−

        
1

        
)

      

    

    
{\displaystyle p(k-1,n-1)}

  

 + 

  

    

      

        
p

        
(

        
k

        
−

        
n

        
,

        
n

        
)

      

    

    
{\displaystyle p(k-n,n)}

  

 

  

    

      

        
(

        
1

        
<

        
n

        
<

        
k

        
)

      

    

    
{\displaystyle (1<n<k)}

  

, con 

  

    

      

        
p

        
(

        
0

        
,

        
0

        
)

      

    

    
{\displaystyle p(0,0)}

  

 = 1 y 

  

    

      

        
p

        
(

        
k

        
,

        
1

        
)

      

    

    
{\displaystyle p(k,1)}

  

 = 

  

    

      

        
p

        
(

        
n

        
,

        
n

        
)

      

    

    
{\displaystyle p(n,n)}

  

 = 1 

  

    

      

        
(

        
1

        
⩽

        
k

        
,

        
n

        
)

      

    

    
{\displaystyle (1\leqslant k,n)}

  

```

- Unitarios:

El número de posibles particiones es 1.

### Subconjunto ordenado y elementos distinguibles
Si el subconjunto se encuentra ordenado y cuyos elementos son distinguibles, hay 8 tipos de particiones: 
- Particiones ordenadas:
  - Vacío y no unitarios:

El número total de particiones se calcula con el producto de la Permutación por Combinaciones con repetición: {\displaystyle P(n)}{\displaystyle CR(n,k)}.
- Vacío y unitarios:

Las posibles particiones vienen dada por la Variación: {\displaystyle V(n,k)}.
- No vacíos:

Para el cálculo de las posibles particiones se realiza el producto de la Permutación por los números de Lah sin singno: {\displaystyle P(n)}{\displaystyle L(k,n)}.
- Unitarios:

El número de particiones viene dada por Permutación: {\displaystyle P{n}}.
- Particiones no ordenadas:
  - Vacío y no unitarios:

El cálculo de particiones viene dado por {\displaystyle A(k,n)} = {\displaystyle \textstyle \sum _{i=1}^{n}\displaystyle L(k,i)}.
- Vacío y unitarios:

El número de posibles particiones es 1.
- No vacíos:

Las particiones se calcular mediante los números de Lah sin singno {\displaystyle L(k,n)} = {\displaystyle {k! \over n!}{\binom {k-1}{n-1}}}.
- Unitarios:

El número de posibles particiones es 1.
```
Cuando un subconjunto está vacío se refiere a que dentro de él no hay ningún elemento. Cuando es unitario se debe a que en cada subconjunto solo hay un elemento y no unitario porque hay más de un elemento.
```

## 4ª Modelización
Descomposición de un número natural k en n sumandos enteros no negativos.
Un entero positivo k se puede descomponer en n sumandos enteros no negativos, se clasifican dependiendo de su descomposición y sus sumandos:
- La descomposición se puede calificar en dos tipos:

- Ordena
- No ordenada

- Los sumandos pueden clasificarse como:

- No negativos
- Cero y uno
- Positivos
- Uno

### Descomposición ordenada
Si la descomposición se encuentra ordenada existen 4 tipos de descomposiciones, dependerán del tipo de sumando que sea:
- No negativos

El número de descomposiciones vienen dados por la Combinación con repetición: CR(n,k)
- Cero y uno

El número de descomposiciones se calculan por la Combinación: C(n,k)
- Positivos

Las descomposiciones se calculan por la Combinación con repetición: CR(n,k-n)
- Uno

El número de distribuciones es 1

### Descomposición desordenada
Si la descomposición se encuentra desordenada existen 4 tipos de descomposiciones, dependerán del tipo de sumando que sea:
- No negativos

Π(k,n)
- Cero y uno

El número de distribuciones es 1
- Positivos

El número de distribuciones viene dado por p(k,n) que satisface la recurrencia
- Uno

El número de distribuciones es 1